# Acronicta psideleta
Acronicta psideleta là một loài bướm đêm trong họ Noctuidae.